# برانت براون
برانت براون (بالإنجليزية: Brant Brown)‏ هو لاعب كرة قاعدة أمريكي، ولد في 22 يونيو 1971 في بورتيرفيل في الولايات المتحدة.

## وصلات خارجية
- برانت براون على موقع دوري كرة القاعدة الرئيسي (الإنجليزية)
- برانت براون على موقعبيزبول رفرنس.كوم (الدوري الرئيسي) (الإنجليزية)
- برانت براون على موقعبيزبول رفرنس.كوم (الدوري الثانوي) (الإنجليزية)
- برانت براون على موقع إي إس بي إن.كوم (أم.أل.بي) (الإنجليزية)
- برانت براون على موقع مشجعي الرسوم البيانية (الإنجليزية)